# Rosellen (Neuss)
Rosellen ist ein Stadtteil und gleichzeitig der Name des 28. und südlichsten (statistischen) Bezirks der Stadt Neuss im Rhein-Kreis Neuss. Zum Bezirk gehören, neben dem Stadtteil Rosellen selbst, die Stadtteile Allerheiligen, Rosellerheide, Schlicherum, Bettikum und Elvekum. Die Einwohnerzahl beträgt 14549 auf einer Fläche von 12,00 km² (Stand 31. Dezember 2021).

## Geographische Lage
Der Stadtteil Rosellen grenzt im Norden an Schlicherum, im Osten an Allerheiligen und im Süden an Rosellerheide. Der Stadtteil Rosellen grenzt im Süden an den Mühlenbusch.

## Geschichte
Schon in der Steinzeit war der Raum Rosellen besiedelt, wie Funde aus dieser Zeit belegen. Erstmals schriftlich erwähnt wurde Rosellen im Jahre 1281 als Roselden. Hierbei handelte es sich um eine Jülicher Grundherrschaft von 28 Gütern. Im Jahre 1307 wurde diese dem Neusser Quirinusstift geschenkt. Von 1323 bis 1794 gehörte Rosellen zum kurkölnischen Amt Hülchrath, dann besetzten französische Revolutionstruppen den Ort. Rosellen gehörte nun zum Kanton Zons. 1815 kam Rosellen an das Königreich Preußen. 1816 wurde die Gemeinde Rosellen mit den Ortschaften Rosellen, Allerheiligen, Elvekum, Gier, Kuckhof, Neuenbaum, Rosellerheide und Schlicherum gebildet. Sie gehörte zur Bürgermeisterei Norf und ab 1927 zum Amt Norf. Am 1. Januar 1975 wurde die Gemeinde Rosellen in die Stadt Neuss eingemeindet.

### Bürgermeister
- Heinrich Schumacher (CDU) ? – 1974 (Stellvertreter: Josef Rütten (CDU))

### Ehrenamtlicher Gemeindedirektor
- Willi Kühn ? – 1974 (Allgem. Stellvertreter: Horst Melchert)

### Bevölkerungsentwicklung
Die nachfolgende Tabelle bezieht sich nicht auf den Bezirk Rosellen, sondern nur auf den Stadtteil (früher: Gemeinde) Rosellen ohne die Stadtteile Allerheiligen, Rosellerheide, Schlicherum und Elvekum.
| Jahr | Bevölkerung | Gemeinde / Ortsteil |
| ---- | ----------- | ------------------- |
| 1871 | 1361        | Gemeinde Rosellen   |
| 1939 | 1602        | Gemeinde Rosellen   |
| 1957 | 2232        | Gemeinde Rosellen   |
| 1961 | 2549        | Gemeinde Rosellen   |
| 1964 | 2760        | Gemeinde Rosellen   |
| 1970 | 3419        | Gemeinde Rosellen   |
| 1974 | 5170        | Gemeinde Rosellen   |
| 1998 | 1512        | Stadtteil Rosellen  |
| 2003 | 1827        | Stadtteil Rosellen  |
| 2004 | 1870        | Stadtteil Rosellen  |
| 2005 | 1916        | Stadtteil Rosellen  |
| 2006 | 1891        | Stadtteil Rosellen  |
| 2007 | 2018        | Stadtteil Rosellen  |
| 2008 | 2020        | Stadtteil Rosellen  |
| 2009 | 2017        | Stadtteil Rosellen  |
| 2010 | 2000        | Stadtteil Rosellen  |
| 2011 | 2020        | Stadtteil Rosellen  |
| 2012 | 2031        | Stadtteil Rosellen  |
| 2013 | 2059        | Stadtteil Rosellen  |

### Religion

#### Katholische Kirche
Die katholische Kirche St. Peter wurde im Jahre 1251 erstmals erwähnt. Das Patronat hatten zunächst die Herren von Dyck. Sie verkauften es 1334 an das Kölner St.-Georg-Stift. 1846 wurde die Kirche bis auf den Turm abgebrochen und durch einen Neubau ersetzt.
Hermann von Alffter, im 15. Jahrhundert Glockengießer aus Alfter bei Bonn, schuf 1448 für die Pfarrkirche in Rosellen eine Glocke.

### Jüdischer Friedhof
Der Friedhof der ehemaligen jüdischen Gemeinde Rosellen lag an der Stadtgrenze Neuss/Grevenbroich. Am unteren Fußpunkt des Gohrer Berges erinnert ein 1992 von dem Künstler Anatol Herzfeld als Gedenkstein gestalteter metallener Davidstern an die zuvor in der Nähe gelegenen Grabstätten.

## Wirtschaft und Infrastruktur

### Verkehr
Rosellen wird von den Buslinien 841, 874 und SB53 angefahren und damit sind Allerheiliger Bahnhof, die Neusser Innenstadt, die Düsseldorfer Universität, aber auch Dormagen-Gohr und Rommerskirchen erreichbar.

### Öffentliche Einrichtungen
- Sportplatz
- Freiwillige Feuerwehr
- Grundschule St. Peter Rosellen
- Kindergarten St. Peter Rosellen

## Vereine
- Der Heimatverein Rosellen e. V. feiert jedes Jahr am 1. Septemberwochenende sein Volks- und Heimatfest.
- Eskalationsteam „Blüh auf“ Rosellen
- ASC Rosellen
- Treckerfreunde Rosellen Muh-Barack
- St. Martins-Komitee Rosellen
- Sportverein 1930 Rosellen
- KFR – Karnevals Freunde Rosellen grün weiß
- Karnevalsclub Rosellen
- Kolpingsfamilie Neuss-Rosellen St. Peter e. V.
- Kolpingjugend Neuss-Rosellen St. Peter e. V.

## Schule
Mit der St. Peter Grundschule verfügt der Stadtteil Rosellen über eine der größten Grundschulen in NRW mit mehr als 600 Schülern.
Schulleiterin ist Frau Fuchs.